# Котушка Гельмгольца

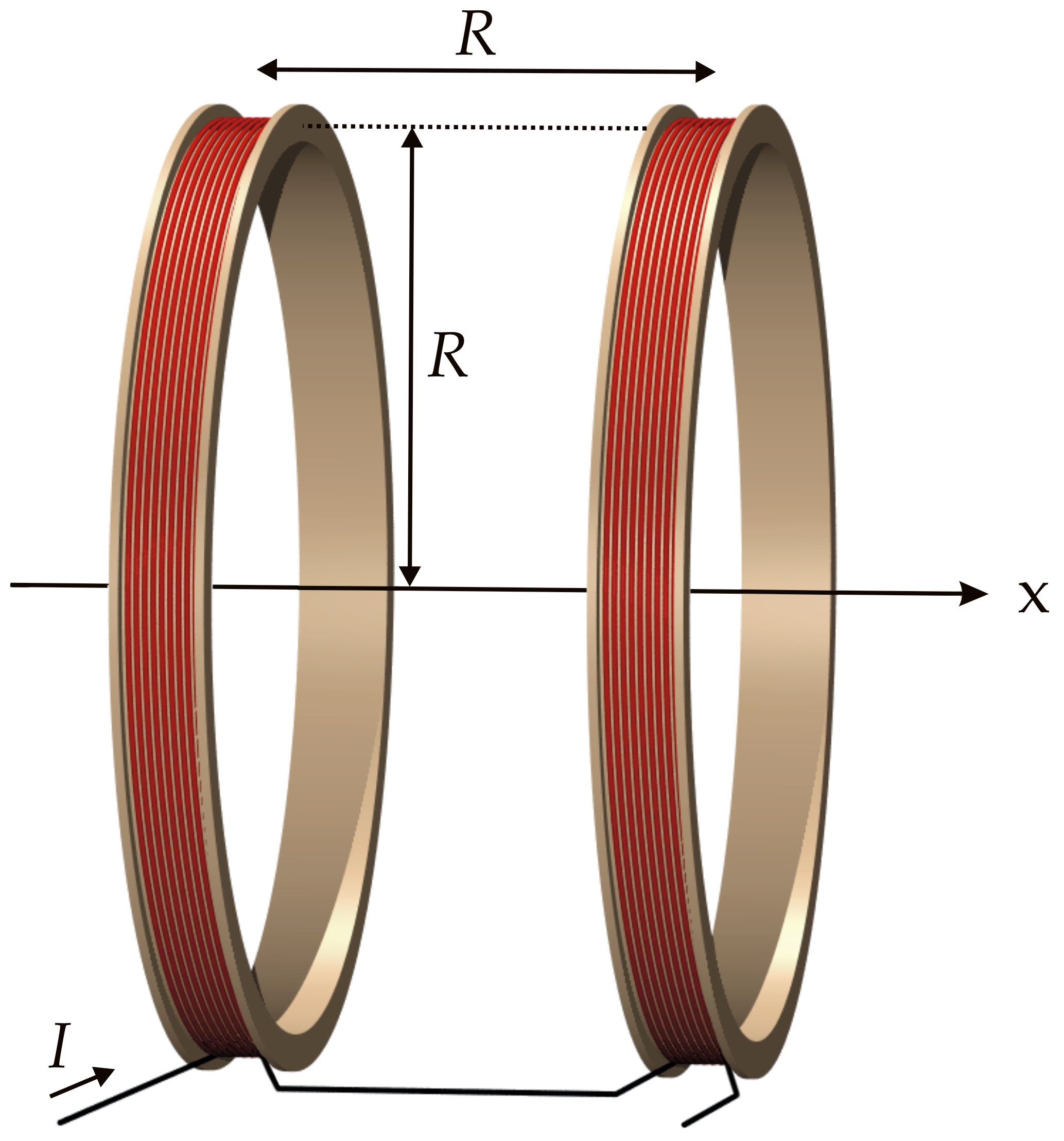
Схема котушки Гельмгольца

Котушка Гельмгольца - пристрій для отримання просторово однорідного магнітного поля. Котушка складається з двох однакових тонких соленоїдів, розташованих на одній осі на відстані один від одного, яка дорівнює їх радіусам. Котушка названа на честь Германа фон Гельмгольца. Запропонована Гельмгольцем конструкція використовується у фізичних експериментах, що потребують точного визначення величини поля. 
Розташування двох соленоїдів на віддалі радіуса один від одного забезпечує таку однорідність поля вздовж осі, при якій відмінною від нуля є тільки четверта похідна від поля. 
Додаткова третя, дещо більша, котушка рівно посередині дозволяє підвищити однорідність поля до шостої похідної. Таку конструкцію називають котушкою Максвела. 
Якщо пропустити струм у котушках різного напрямку, магнітне поле виштовхуватиметься з області між котушками оскільки  обидва соленоїди повернуті один до одного однойменними полюсами. Таку конфігурацію називають антикотушкою Гельмгольца і використовують для створення магнітних пасток. 